# Tesla Powerwall

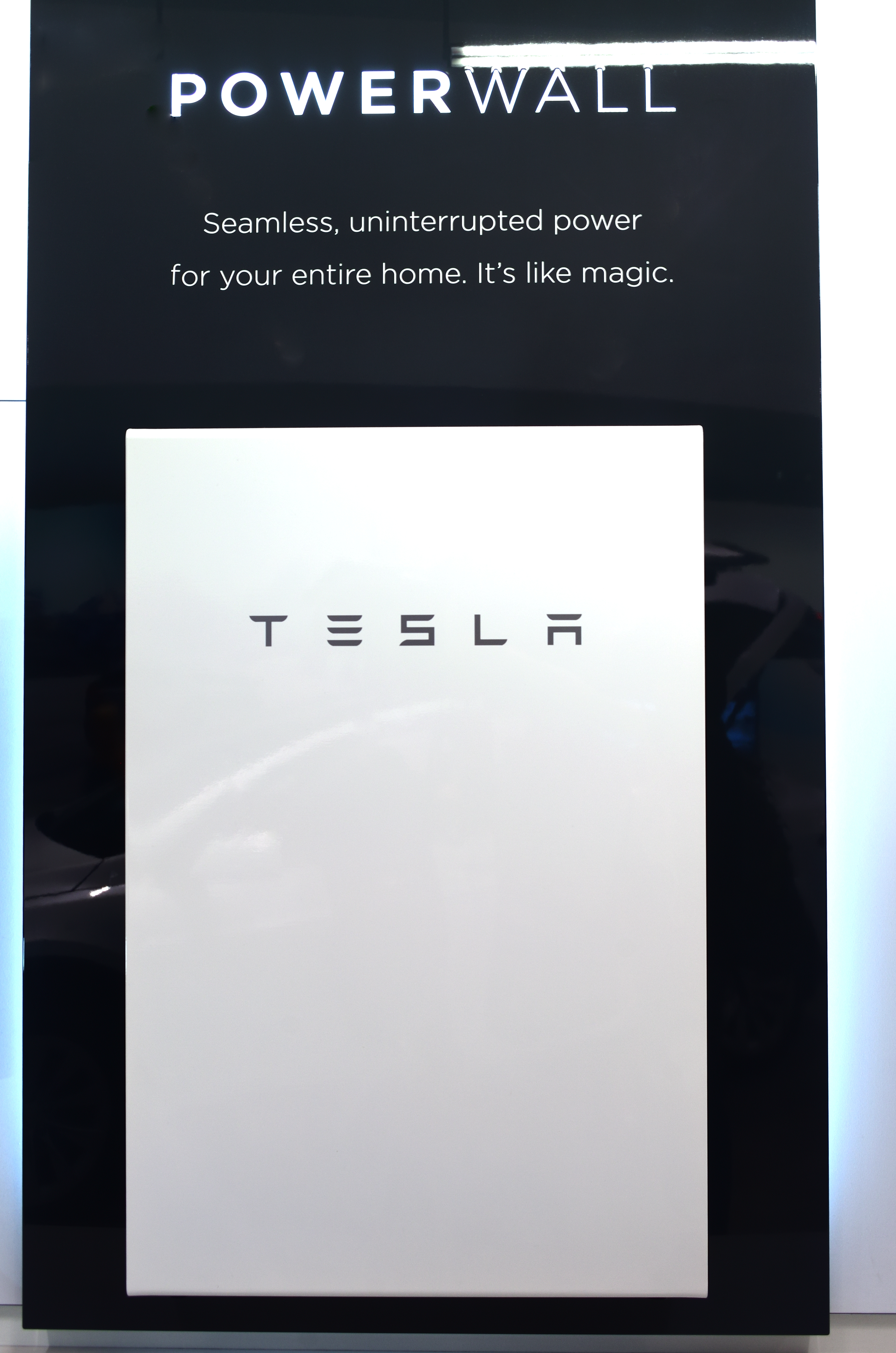
Tesla Powerwall 2

Tesla Powerwall è un sistema di accumulo con batterie ricaricabili agli ioni di litio realizzato da Tesla per l'uso casalingo. Immagazzina elettricità per il consumo domestico, per il trasferimento della carica e come riserva d'energia.
Fu annunciato nel 2015, con una dimostrazione pilota di 500 unità costruite e installate durante lo stesso anno, la produzione attualmente (2019) è alla versione 2 del prodotto, migliorato sia a livello prestazionale che estetico, aumentando lievemente il peso ma riducendone le dimensioni e adottando una forma più squadrata e regolare.

## Specifiche[2]
| Modello     | Voltaggio | Potenza                  | Energia  | Temperatura operativa               | Peso            | Dimensioni (H × W × D)                            |
| ----------- | --------- | ------------------------ | -------- | ----------------------------------- | --------------- | ------------------------------------------------- |
| Powerwall 1 | 230 V AC  | 3.3 kW                   | 6.4 kWh  | −4 fino a 110 °F (−20 fino a 43 °C) | 214 lb (97 kg)  | 51,3 in × 34 in × 7,2 in (130 cm × 86 cm × 18 cm) |
| Powerwall 2 | 230 V AC  | Picco 7 kW continui 5 kW | 13.5 kWh | −4 fino a 122 °F (−20 fino a 50 °C) | 264 lb (120 kg) | 44 in × 29 in × 5,5 in (112 cm × 74 cm × 14 cm)   |